# Sangha bouddhiste du Vietnam
La Sangha bouddhiste duVietnam (en vietnamien : Giáo hội Phật giáo Việt Nam, en abrégé BSV)  est la seule Sangha bouddhiste reconnue par le gouvernement du Viêt Nam et est elle est membre du front de la Patrie du Viêt Nam.

## Présentation
Le BSV a été fondé après la tenue de la Convention bouddhiste du Vietnam qui s'est tenue à la Pagode des Ambassadeurs le 7 novembre 1981. 
Le BSV a été fondé pour unifier les activités bouddhistes des moines, nonnes et fidèles laïcs bouddhistes vietnamiens. 